# Chromadorina bioculata
Chromadorina bioculata är en rundmaskart som först beskrevs av Schultze In Carus 1857.  Chromadorina bioculata ingår i släktet Chromadorina och familjen Chromadoridae. Arten är reproducerande i Sverige. Inga underarter finns listade i Catalogue of Life.